# Кампайл (станция)
Кампайл — железнодорожная станция, открытая 1 августа 1906 года и обеспечивающая транспортной связью одноимённую деревню) в графстве Уэксфорд, Республика Ирландия. 11 марта 1975 года на станции прекращено формирование товарных составов.